# 檀树岗水库
檀树岗水库是中国湖北省黄冈市红安县境内的一座水库，位于倒水支流上，建于1971年。水库正常库容为4800万立方米，集雨面积为78平方千米，海拔为109米。